# Бапов, Рамазан Саликович
Рамаза́н Сали́кович Ба́пов (каз. Рамазан Салықұлы Бапов; 16 августа 1947, Алма-Ата — 11 марта 2014, Алма-Ата) — казахский, советский артист балета, балетмейстер, хореограф, педагог. Народный артист СССР (1979).

## Биография
Родился 16 августа 1947 года в простой рабочей семье у станции Алма-Ата-1.
Отец Салик — железнодорожник, мать Асия — учительница младших классов. В семье все интересовались культурой и искусством. У Рамазана было два старших брата Марат и Мурат, которые в 1954 году окончили Алматинское хореографическое училище. И родители по этому случаю устроили той, пригласив, как положено у казахов, много гостей. Среди них был и преподаватель Александр Селезнёв, чьё имя сейчас носит это училище, который заметил юркого мальчика и пригласил его тоже учиться балету через пару лет. Десятилетний Рамазан сам поехал в училище, в последний день третьего тура отбора детей в Московское хореографическое училище при Большом театре. Встретил там дядю Сашу, который представил его жюри. В итоге был отобран в числе 12 счастливчиков, среди которых была и Наталья Аринбасарова.
В 1966 году с отличием закончив Московское хореографическое училище (педагог А. М. Руденко), был выбран единственным от Москвы из 400 учеников на Международный конкурс балета в Варну (Болгария). В конкурсе принимали участие 120 танцоров из многих стран мира. «Никому не известный парень» занял второе место. Первое досталось ленинградцу Михаилу Барышникову.
После успеха на конкурсе в Варне ему предлагали остаться в Большом театре, но он был патриотом и вернулся в Алма-Ату, став в 1967 году солистом балета Казахского театр оперы и балета им. Абая. Но его не забывали, приглашая на стажировку в Москву в классах Александра Руденко, Алексея Варламова и Асафа Мессерера. Вёл концертную работу: из лауреатов международных конкурсов в столице была организована балетная труппа, объездившая с гастролями полмира. Так Р. Бапов работал сразу в двух местах — набираясь опыта в Большом театре и получая хорошую практику в ГАТОБе им. Абая.
Много гастролировал в Дании, Швеции и Финляндии, Сирии и Иордании, Индии и Шри-Ланке, Малайзии и Сингапуре и многих других странах. В 70-е годы XX столетия был самым ярким и талантливым явлением в казахском балете. Его творческий путь — пример стремительного взлёта к вершинам мастерства. Каждый выход на сцену являлся демонстрацией высокого артистизма, музыкальности, сценического обаяния. Предельная экспрессивность, завершенность жестов и поз, легкость, благородство, скульптурная выразительность характерны для его исполнительской манеры. Точность и выразительность хореографического рисунка, распределение акцентов и красок контролируются строгой требовательностью художника, совершенным чувством меры и вкуса.
Выдающаяся балерина Майя Плисецкая писала про него:
«Меня поразила в Бапове какая-то необычайная открытость, широта танца, которая тесно переплеталась с молодым азартом, неуемной жаждой передать зрителю свои эмоции, своё понимание музыки, раскрыть трактовкой балетной партии собственное понимание героя. Отточенная техника, лаконизм и в то же время драматическая насыщенность танцевального образа отличают выступление Бапова. Удивителен по своей красоте, по своей раскованности прыжок — взлет танцовщика, полный изящества, блеска, одухотворенности. Это артист, обладающий большими возможностями и яркой индивидуальностью».
Первый и единственный в истории казахстанского балета артист, получивший звание «Народный артист СССР».
Завершив выступать на сцене, окончил Ленинградскую консерваторию им. Н. Римского-Корсакова (кафедра режиссуры балета, 1986) и в 1988 году уехал работать в Стамбульский государственный театр оперы и балета (Турция), где параллельно вёл мужской балетный класс в консерватории (кафедра хореографии).
В 1994 году повёз своих турецких учеников на международный конкурс в болгарский город Варну, в котором 28 лет назад сам принимал участие, где встретился со старым знакомым по той же Варне румынским артистом балета Павлом Ротару, который вёл свою балетную школу в США, и пригласил Рамазана на работу в Америку. Приехав в Штаты на пару месяцев, остался там на 13 лет. Жил и работал в Атланте, штат Джорджия. Позже открыл свою балетную школу, где занималось 140 учеников, работал и в других частных школах. Ставил номера и одноактные балеты, фрагменты из балета «Щелкунчик» П. Чайковского — «Восточный танец», «Танец Снежинок», «Китайский танец». Его ученики завоёвывали первые места на всеамериканских конкурсах.
В 2007 году получил приглашение Президента Казахстана Н. Назарбаева, вернулся в Казахстан и через год занял должность главного балетмейстера Казахского государственного академического театра оперы и балета им. Абая.
В последние годы жизни являлся советником директора театра по хореографии и профессором Казахской национальной академии искусств им. Т. К. Жургенова, где преподавал студентам кафедры «Режиссура хореографии», среди которых Анна Цой, Дамир Уразымбетов, Орынгуль Нуржанкызы и другие.
Владел русским, турецким, английским и французским языками.
Умер 11 марта 2014 года в Алматы. Похоронен на Кенсайском кладбище.
5 августа 2015 года состоялось открытие памятника Рамазану Бапову на Кенсае. Скульпторы: Эдуард Казарян и Каиржан Токишев. В момент открытия прилетел орел и парил некоторое время над памятником в небе.
В 2022 году в городе Алматы названа улица в честь Рамазана Бапова.
8 июля 2022 года к 75-летнему юбилею на доме (пр. Н. Назарбаева, 116, ранее — пр. Д. Фурманова), где жил Рамазан Бапов с 1977 по 2014 годы установлена памятная мемориальная доска. Скульптор: Алтай Бейсенов. Портретной основой для мемориальной доски стали образы артисты из балетов «Жизель» и «Спартак».

### Семья
- Жена — Людмила Георгиевна Рудакова (р. 1937), в прошлом — прима-балерина ГАТОБ имени Абая, ныне — педагог  Государственного хореографического училища им. А. Селезнева, педагог-репетитор ГАТОБ. Заслуженная артистка Казахстана. Лауреат независимой премии «Тарлан» — «За вклад» — в номинации «Театр» за 2006 год[11]
- Дочь — Юлия Бапова (р. 1969), пианистка и концертмейстер Стамбульского государственного театра оперы и балета (Турция).

## Награды и звания
- 1966 — Дипломант Международного конкурса артистов балета в Варне (2-место)
- 1968 — Лауреат Всесоюзного конкурса артистов балета в Москве
- 1970 — Медаль «В ознаменование 100-летия со дня рождения Владимира Ильича Ленина»
- 1971 — Кавалер ордена «Знак Почёта»
- 1973 — Заслуженный артист Казахской ССР
- 1974 — Лауреат Международного конкурса артистов балета в Варне (3-я премия)[12]
- 1976 — Государственная премия Казахской ССР
- 1976 — Народный артист Казахской ССР
- 1979 — Народный артист СССР
- 1980 — Лауреат премии Ленинского комсомола — за высокое исполнительское мастерство

## Творчество

### Избранные партии
- Юноша — «Алия» М. Сагатова
- Хулиган — «Барышня и хулиган» на музыку Д. Шостаковича
- Вацлав — «Бахчисарайский фонтан» Б. Асафьева
- Солор — «Баядерка» Л. Минкуса
- Базиль — «Дон Кихот» Л. Минкуса
- Альберт — «Жизель» А. Аданa
- Козы — «Козы Корпеш — Баян сулу» Е. Брусиловского
- Зигфрид — «Лебединое озеро» П. Чайковского
- Тайо — «Легенда о белой птице» Г. Жубановой
- Пульчинелла — «Пульчинелла» И. Стравинского на темы Дж. Перголези
- Ромео — «Ромео и Джульетта» С. Прокофьева
- Спартак — «Спартак» А. Хачатуряна
- Дезире — «Спящая красавица» П. Чайковского
- Ишпака — «Фрески» Т. Мынбаева